# Marijan Rotar
Marijan Rotar (Trbovlje, Slovenija, 1927. – Pula, Hrvatska, 2003.), osnivač Pulskog filmskog festivala.
U Pulu je došao iz Slovenije nakon svršetka Drugog svjetskog rata, te je ondje od kraja 1940-ih bio organizator kina i društvenih manifestacija. Kao ravnatelj pulskog Kinematografskog poduzeća uz potporu tadašnjega Udruženja kinematografa Hrvatske i Jadran filma pokrenuo je 1954. godine Reviju domaćih fimova u Areni odnosno 1. Pulski filmski festival. Ovoj godišnjoj filmskoj manifestaciji profesionalnih jugoslavenskih filmova prethodila je Revija stranih filmova u Areni koja je pod Rotarovom organizacijom održana u kolovozu 1953. godine.
Iako nikad nije postao direktor festivala, Marijan Rotar djelovao je u upravnom odboru festivala tijekom njegovih početnih godina. Zbog svoje ideje i zasluga oko pokretanja filmskog festivala u poslijeratnoj devastiranoj Puli, Pulski filmski festival dodjeljuje Nagradu Marijan Rotar pojedincima i ustanovama koji su podjednako svojim idejama i djelima spojili Pulu i film.
Marijan Rotar umro je 13. prosinca u Puli, gdje je i pokopan na Gradskom groblju.

## Više informacija
- Festival igranog filma u Puli

1. ↑  Festival igranog filma u Puli - Nagrade i žiriji